# Schoepfia schreberi
Schoepfia schreberi là một loài thực vật có hoa trong họ Schoepfiaceae. Loài này được J.F.Gmel. miêu tả khoa học đầu tiên năm 1791.